# Falitzis
Filitzes (em grego medieval: Φαλίτζις; romaniz.: Phalítzis; em húngaro: Falicsi) ou Falis (em grego medieval: Φαλis; em húngaro: Fajsz) foi grão-príncipe da Hungria de cerca de 950 até cerca de 955. Toda a informação sobre seu vem da Sobre a Administração Imperial, um livro escrito pelo imperador Constantino VII (r. 913–959). Nenhuma fonte húngara contemporânea ou posterior preserva seu nome, sugerindo que ele não teve papel ativo na política da confederação tribal.

## Vida
Falitzis é o único filho conhecido de Jutotzas, o terceiro filho de Arpades que liderou as tribos magiares à época da conquista da bacia dos Cárpatos entre cerca de 895-907. Com a morte de Arpades, mudanças profundas ocorreram na confederação tribal. Apesar de várias tribos podiam inclusive agir em conjunto em raides, elas não obedeciam mais uma forte autoridade central. Apesar disso, como o historiador Miklós Molnár enfatiza, "a supremacia da Casa de Arpades parece ter permanecido inabalada." Por exemplo, visitantes húngaros a Constantinopla – incluindo Termatzus, um bisneto de Arpades – informaram ao imperador Constantino que o "primeiro chefe" dos húngaros "veio por suessão da família de Arpades". Constantino também menciona que Falitzis foi o chefe da confederação cerca de 950. O historiador Gyula Kristó afirma que Falitzis abdicou após a derrota catastrófica dos húngaros pelos germânicos na Batalha de Lechfeld em 955.

## Nome e legado
O nome de Falitzis, que foi preservado em duas formas – "Falitzis" e "Falis" – pode estar conectado com a palavra húngara para "metade" (fél) ou o verbo fal ("engolir"). O historiador György Györffy propôs que as vilas chamadas Fajsz na bacia dos Cárpatos – por exemplo, aquela no condado de Bacs-Cumânia Menor – foram nomeadas em sua homenagem. Com base na forma Falitzis de seu nome, Gyula Kristó rejeitou essa hipótese.